# Villásszarvúantilop-félék
A villásszarvúantilop-félék (Antilocapridae) az emlősök (Mammalia) osztályába és a párosujjú patások (Artiodactyla) rendjébe tartozó család.
A családba 1 recens faj tartozik.

## Tudnivalók
A villásszarvúantilop-félék családja Észak-Amerika endemikus állatai. A legközelebbi mai is létező rokonaik, a zsiráffélék (Giraffidae). A családban már csak egy faj létezik, a villásszarvú antilop; a család többi tagja kihalt. A villásszarvú antilop kisebb méretű kérődző, amelynek villa alakú szarva van.
E család fajai hasonlóságot mutatnak a többi kérődzővel. Négy részből áll a gyomruk, amellyel a legszívósabb növényeket is megemésztik, hasított a patájuk, és testfelépítésük majdnem azonos. A szarvak hasonlítanak a tülkösszarvúakéra (Bovidae), mivel valódi kültakarójuk van, de különböznek abban, hogy a párosodási időszakon kívül elhullnak, mint a szarvasféléknél (Cervidae). Az oldalsó ujjak jobban visszafejlődtek, mint tülkösszarvúaknál, csak csökevényes csontok maradtak. A villásszarvúantilop-félék fogazatának a számozása a következő:
{\displaystyle {\tfrac {0.0.3.3}{3.1.3.3}}}

## Kifejlődésük
A villásszarvúantilop-félék családja Észak-Amerikában fejlődött ki, ahol azt a nichet töltötték be, mint az óvilágban az antilopok. A miocén és pliocén idején a fajok száma nagy volt. Egyeseknek fura alakú vagy méretű volt a szarva, másoknak viszont 4 vagy 6 szarva is lehetett. Az Osbornoceros osborni szarva sima, kissé hajlott volt, a Paracosoryxé lapított volt, vége felé kiszélesedett, míg a Hayocerosnak négy szarva is volt.

## Rendszerezés

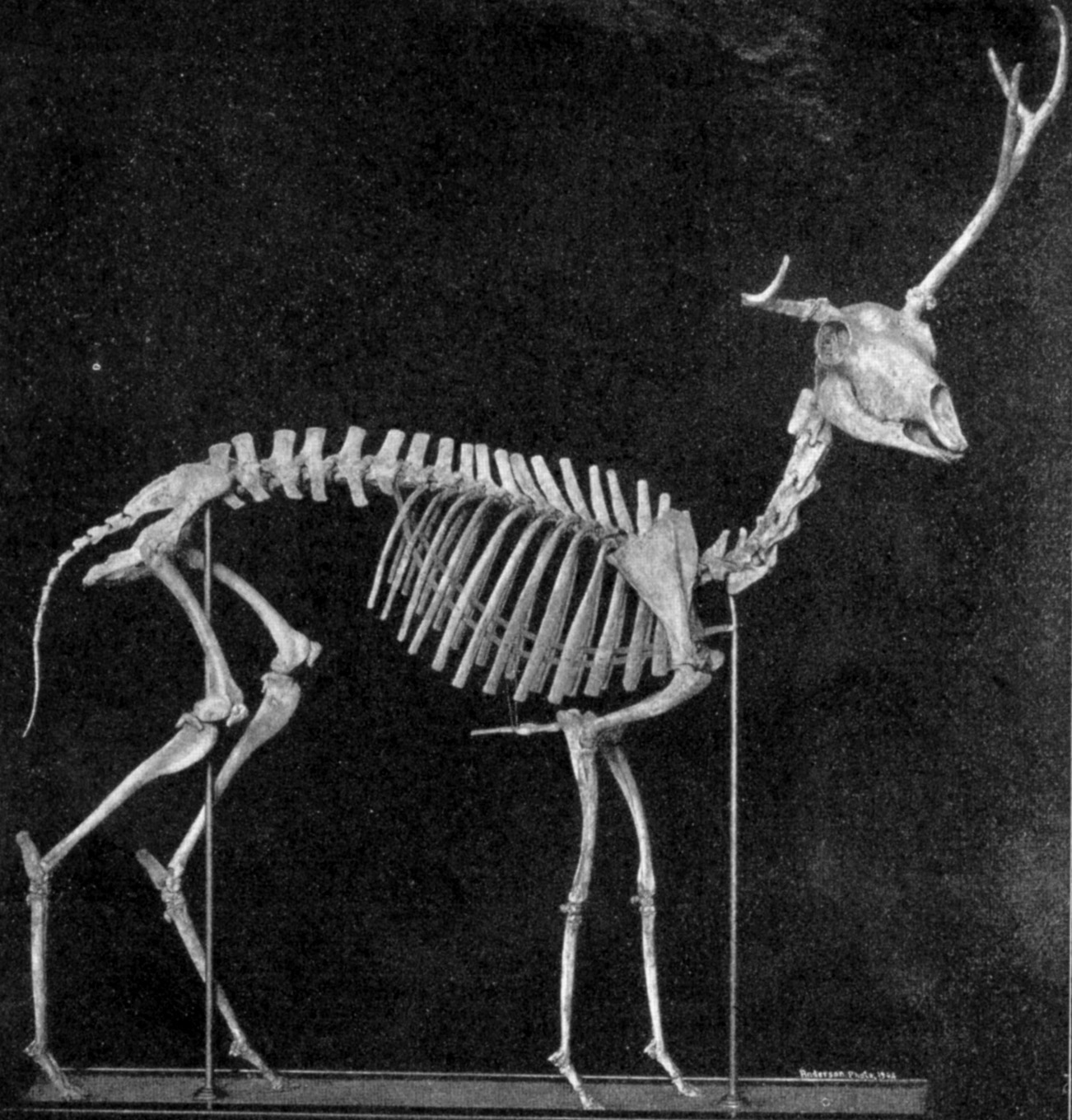
A Ramoceros osborni csontváza

A családba az alábbi 2 alcsalád, 4 nemzetség és 21 nem tartozik:
- Antilocaprinae
  - Antilocaprini
    - Antilocapra Ord, 1818 - típusnem; kora pleisztocén-jelen[3]
    - †Texoceros[4]

  - †Ilingoceratini
    - †Ilingoceros Merriam, 1909 - késő miocén[5]
    - †Ottoceros[6]
    - †Plioceros[7]
    - †Sphenophalos[4]

  - †Proantilocaprini
    - †Osbornoceros Frick, 1937 - késő miocén[8]
    - †Proantilocapra - középső miocén[9]

  - †Stockoceratini
    - †Capromeryx - kora pliocén-kora holocén[10][11]
    - †Ceratomeryx[6]
    - †Hayoceros Skinner, 1942 - középső-késő pleisztocén[12][13]
    - †Hexameryx White, 1941 - kora pliocén
    - †Hexobelomeryx[6]
    - †Stockoceros Skinner, 1942 - középső-késő pleisztocén[14]
    - †Tetrameryx Lull, 1921 - középső-késő pleisztocén[15][16]

- †Merycodontinae
  - †Cosoryx Leidy, 1869 - miocén[17]
  - †Meryceros[6]
  - †Merycodus - miocén[18]
  - †Paracosoryx[19]
  - †Ramoceros Frick, 1937 - középső miocén[20]
  - †Submeryceros[6]

### Fordítás
- Ez a szócikk részben vagy egészben  az   Antilocapridae című angol Wikipédia-szócikk ezen változatának fordításán alapul.  Az eredeti cikk szerkesztőit annak laptörténete sorolja fel. Ez a jelzés csupán a megfogalmazás eredetét és a szerzői jogokat jelzi, nem szolgál a cikkben szereplő információk forrásmegjelöléseként.